# (507) Лаодика
(507) Лаодика (др.-греч. Λαοδίκη) — астероид главного пояса, который принадлежит к тёмному спектральному классу X. Он был открыт 19 февраля 1903 года американским астрономом Раймондом Дуганом в обсерватории Хайдельберг и назван в честь Лаодики, дочери последнего царя Трои.